# سونی اریکسون دبلیو۹۰۲
سونی اریکسون دبلیو۹۰۲ یکی از محصولات شرکت سونی اریکسون است.